# باستر لارسن
باستر لارسن (بالدنماركية: Buster Larsen)‏ هو ممثل دانمركي، ولد في 1 سبتمبر 1920 بالدنمارك، وتوفي في 18 ديسمبر 1993.

## أعمال

### أفلام
- (1987) بيل الفاتح[6][7][8]

## وصلات خارجية
- باستر لارسن على موقع IMDb (الإنجليزية)
- باستر لارسن على موقع ألو سيني (الفرنسية)
- باستر لارسن على موقع ميوزك برينز (الإنجليزية)
- باستر لارسن على موقع أول موفي (الإنجليزية)
- باستر لارسن على موقع قاعدة بيانات الأفلام السويدية (السويدية)
- باستر لارسن على موقع ديسكوغز (الإنجليزية)
- باستر لارسن على موقع قاعدة بيانات الفيلم (الإنجليزية)
- باستر لارسن على موقع كينوبويسك (الروسية)